# Maynea puncta
Maynea puncta és una espècie de peix de la família dels zoàrcids i de l'ordre dels perciformes.

## Morfologia
- Els mascles poden assolir 28,2 cm de longitud total.[4][5]

## Hàbitat
És un peix marí, de clima temperat i demersal que viu fins als 101 m de fondària.

## Distribució geogràfica
Es troba a la Província de Magallanes (Xile), l'Argentina i les Illes Malvines.

## Observacions
És inofensiu per als humans.